# Joy Mangano
Joy Mangano (Brooklyn, 15 de fevereiro de 1956) é uma empreendedora e inventora estadunidense. Ela foi a presidente da Ingenious Designs até 1999 e tornou-se conhecida por seus trabalhos no desenvolvimento de produtos de uso doméstico, como o esfregão Miracle Mop e os cabides de roupas Huggable Hangers. Em 1999, fez uma parceria com a rede televisiva Home Shopping Network para a disponibilização de suas patentes.
Sua trajetória é retratada no filme Joy: O Nome do Sucesso (2015), com Mangano sendo interpretada pela atriz Jennifer Lawrence, indicada ao Oscar de Melhor Atriz pelo papel.